# Luciano Lagares
Luciano Lagares (São Bernardo do Campo, 1972) é um quadrinista brasileiro. Começou sua carreira em 1992, ao se mudar para Curitiba, onde participou de fanzines e revistas em quadrinhos como Manticore, Almanaque Entropya e a edição especial da revista Metal Pesado em homenagem à Gibiteca de Curitiba, onde estreou o herói O Gralha, criado por ele, Alessandro Dutra, José Aguiar, Antônio Éder, Gian Danton, Nilson Muller, Augusto Freitas, Edson Kohatsu e Tako X, entre outras. Em 1999, Luciano ganhou o Troféu HQ Mix na categoria "desenhista revelação", por sua participação em Manticore.